# Prehistoparc
44° 58′ 44,12″ N, 1° 03′ 13,93″ E
Le Prehistoparc est un parc thématique centré sur la préhistoire situé à Tursac, dans le département de la Dordogne, en région Nouvelle-Aquitaine. 
Au cœur de la « vallée de l'Homme », réputée pour les nombreuses découvertes préhistoriques qui y ont été faites, le parc s'étend sur cinq hectares et présente des statues grandeur nature montrant des scènes de la vie quotidienne des populations néandertaliennes, puis cro-magnon, établies dans la région il y a plusieurs dizaines de milliers d'années : scènes de chasse, fabrication d'outils... 
Créé en 1984 en collaboration avec l'institut de paléontologie humaine et le professeur Jean-Louis Heim, paléoanthropologue au Muséum national d'histoire naturelle de Paris, il est entièrement accessible aux personnes handicapées. En marge du parc proprement dit, une boutique et une aire de pique-nique ont été aménagées.